# Vĩnh Tuyền
Vĩnh Tuyền (chữ Hán: 永璇; tiếng Mãn: ᠶᠣᠩ ᠰᡳᡠᠸᠠᠨ, Möllendorff: yong siowan; 31 tháng 8, năm 1746 - 1 tháng 9, năm 1832), Ái Tân Giác La, là Hoàng tử thứ 8 của Thanh Cao Tông Càn Long Đế.
Ông là Hoàng tử có tuổi thọ cao nhất trong số các con trai của Càn Long Đế. Tuy dưới triều cha ruột ông không mấy khi được tín nhiệm, song lại trở thành đầu tàu hàng thân thích dưới triều em trai Gia Khánh và cháu trai Đạo Quang.

## Cuộc đời
Hoàng tử Vĩnh Tuyền sinh ngày 5 tháng 7 (âm lịch) năm Càn Long thứ 11, là anh em ruột với Lý Đoan Thân vương Vĩnh Thành, Hoàng cửu tử và Thành Triết Thân vương Vĩnh Tinh. Sinh mẫu là Thục Gia Hoàng quý phi, một phi tần gốc Triều Tiên.
Ông được người Triều Tiên ghi lại, đánh giá là một người ham mê tửu sắc, chân lại có tật, vì vậy ông không thích hợp với ngôi vị Thái tử theo lời của Càn Long Đế.
Năm Càn Long thứ 44 (1779), tháng 3, ông được phong làm Đa La Nghi Quận vương (多羅儀郡王). Phong hiệu ["Nghi"], Mãn văn 「yongsu」, ý là "Lễ nghi", có thể thấy Càn Long Đế hình dung Vĩnh Tuyền như người tuân theo lễ nghĩa, điều này có vẻ mâu thuẫn với ghi chép của người Triều Tiên về ông. Nếu không xét người Triều Tiên có sai sót mà là sự thực, thì cơ hồ phong hiệu này của Càn Long Đế ban cho ông có hàm ý răn đe.
Phủ đệ của ông, căn cứ theo chỉ dụ khai phủ, thì nằm ở phía Tây của phố Trường An, thuộc khu Tây Thành, Bắc Kinh.
Năm Gia Khánh thứ 4 (1799), tháng giêng, Gia Khánh Đế tấn thăng làm Hòa Thạc Nghi Thân vương (和碩儀親王). Cùng năm ấy, Gia Khánh Đế lệnh ông cùng em trai là Thành Triết Thân vương Vĩnh Tinh điều tra và bắt giam Hòa Thân.
Năm Đạo Quang thứ 12 (1832), ngày 7 tháng 8 (âm lịch), ông qua đời, thọ 86 tuổi. Ông được Đạo Quang Đế truy thuỵ hiệu là Thận (慎). Khi cử hành lễ tế, Đạo Quang Đế cũng từng đích thân lâm điện. Mộ phần của ông nằm ở khu vực Bán Bích điếm (半壁店), quận Xương Bình.

## Tuổi cao tín nhiệm
Đương thời, Vĩnh Tuyền là anh trai của Gia Khánh Đế, cũng là Hoàng tử triều Càn Long sống thọ nhất. Trải đến đời Đạo Quang Đế, tiếp tục được tín nhiệm và thêm gia ân ban thưởng. Đạo Quang Đế khi ban dụ nói về Vĩnh Tuyền, có nói:
| “                                                               | 朕伯儀親王永璇，秉性端醇，持躬恪慎。自幼仰承皇祖高宗純皇帝恩眷，迨我皇考仁宗睿皇帝親政之初，晉封親王，簡畀總理吏部及旗營各衙門事務。朕御極後，因念王年齒既高，凡遇內廷宴賚、召對，特免叩拜。王八十壽辰，懋加賞賚，並將前借王俸未扣銀二萬八千兩全免扣繳。復因王年已八旬有三，特加恩在紫禁城內乘轎行走，於應得王俸外，每年加賞俸銀五千兩。迨王年八十有六，不宜勞勩，免其進坤寧宮吃肉，每次頒給背鐙肉一分。復降旨，嗣後壽皇殿安佑宮行禮，免其隨往，如遇行禮日期，著於府第內向上行禮，以展誠敬。又降旨，每歲元旦暨正月十四日宗親筵宴，均免入宴，屆期頒給果品菜殽一席。王年將九袠，而精神矍鑠，城內郊外皆有賜第，盡可隨意安居，從容頤養。長承恩禮。本日聞王偶遘微疴，甫降旨於初九日親詣府第視疾，方冀病勢漸愈，遽聞薨逝，實深震悼。朕伯祇王一人，康強壽考，朕篤眷親親，疊加優異。今王薨逝，近支伯叔中，更無尊行。 . Trẫm bá Nghi Thân vương Vĩnh Tuyền, bỉnh tính đoan thuần, trì cung khác thận. Tự ấu ngưỡng thừa Hoàng tổ Cao Tông Thuần Hoàng đế ân quyến, đãi ngã Hoàng khảo Nhân Tông Duệ Hoàng đế thân chính chi sơ, tấn phong Thân vương, giản tí Tổng lý lại bộ cập kỳ doanh các nha môn sự vụ. Trẫm ngự cực hậu, nhân niệm Vương niên xỉ kí cao, phàm ngộ nội đình yến lãi, triệu đối, đặc miễn khấu bái. Vương bát thập thọ thần, mậu gia thưởng lãi, tịnh tương tiền tá Vương bổng vị khấu ngân nhị vạn bát thiên lưỡng toàn miễn khấu chước. Phục nhân Vương niên dĩ bát tuần hữu tam, đặc gia ân tại Tử Cấm Thành nội thừa kiệu hành tẩu, vu ứng đắc Vương bổng ngoại, mỗi niên gia thưởng bổng ngân ngũ thiên lưỡng. Đãi Vương niên bát thập hữu lục, bất nghi lao duệ, miễn kỳ tiến khôn ninh cung cật nhục, mỗi thứ ban cấp bối đăng nhục nhất phân. Phục hàng chỉ, tự hậu Thọ Hoàng điện an hữu cung hành lễ, miễn kỳ tùy vãng, như ngộ hành lễ nhật kỳ, trứ vu phủ đệ nội hướng thượng hành lễ, dĩ triển thành kính. Hựu hàng chỉ, mỗi tuế nguyên đán ký chính nguyệt thập tứ nhật, tông thân diên yến, quân miễn nhập yến, giới kỳ ban cấp quả phẩm thái hào nhất tịch. Vương niên tương cửu trật, nhi tinh thần quắc thước, thành nội giao ngoại giai hữu tứ đệ, tẫn khả tùy ý an cư, tòng dung di dưỡng. Trường thừa ân lễ. Bổn nhật văn Vương ngẫu cấu vi a, phủ hàng chỉ vu sơ cửu nhật thân nghệ phủ đệ thị tật, phương ký bệnh thế tiệm dũ, cự văn hoăng thệ, thật thâm chấn điệu. Trẫm bá chỉ Vương nhất nhân, khang cường thọ khảo, trẫm đốc quyến thân thân, điệp gia ưu dị. Kim Vương hoăng thệ, cận chi bá thúc trung, canh vô tôn hành. | ” |
| — Dụ về tang sự cho Nghi Thân vương Vĩnh Tuyền của Đạo Quang Đế | |   |

Tuy nhiên, Nghi vương phủ sau khi Vĩnh Tuyền qua đời, cũng như Vinh vương phủ hậu duệ Vĩnh Kỳ, đều không có được đặc thù ân vinh nào đáng kể. Sự thừa tước qua các đời của Nghi vương phủ đều theo tiêu chuẩn bình thường, và Nghi vương phủ là hệ phòng thứ 4 của nhánh Càn Long Đế, sau Định vương phủ (Vĩnh Hoàng), Tuần vương phủ (Vĩnh Chương) và Vinh vương phủ. Trước Vĩnh Tuyền, Vĩnh Liễn cùng Vĩnh Tông qua đời đều còn nhỏ không có hậu duệ, còn hai người anh cùng mẹ Vĩnh Thành và anh khác mẹ Vĩnh Dung đều phái làm con thừa tự của Lý vương phủ và Thận vương phủ. Khi phân phủ và nhập kỳ tịch, Nghi vương phủ được liệt vào Tả dực Cận chi Tương Bạch kỳ đệ nhất tộc, cùng một kỳ tịch với Hằng vương phủ (hậu duệ Dận Kì), Lý vương phủ (hậu duệ Dận Đào), Đôn vương phủ (hậu duệ Miên Khải) cùng Thuần vương phủ (hậu duệ Dịch Hoàn).

## Gia quyến

### Thê thiếp
- Đích Phúc tấn: Chương Giai thị (章佳氏), con gái của Đại học sĩ Doãn Kế Thiện.
- Trắc Phúc tấn: Vương thị (王氏), tên Ngọc Anh (玉英). Từ vị Cách cách, sau sinh trưởng tử mà tấn thăng[2]. Các con của Vĩnh Tuyền đều do Vương thị sinh ra.

### Hậu duệ

#### Con trai
1. Miên Chí (綿志; 1768 - 1834). Năm Gia Khánh thứ 4 (1799), được phong Bất nhập Bát phân Phụ quốc công. Năm thứ 7 (1803), được thăng Bối tử. Năm thứ 14 (1809), lại tấn phong Bối lặc. Năm thứ 18 (1813), chính thức tập phong Nghi Quận vương sau khi Vĩnh Tuyền qua đời. Bị tước vị hai lần vào năm Gia Khánh thứ 20 (1815) và năm thứ 25 (1820), phục vị lại vào năm Gia Khánh thứ 24 (1819) và Đạo Quang thứ 3 (1823). Sau khi qua đời, được truy thuỵ Nghi Thuận Quận vương (儀順郡王).
2. Miên Mậu (绵懋; 1775 - 1777), chết non. Sinh ngày 20 tháng 12 (âm lịch) năm Càn Long thứ 40, mất ngày 30 tháng 10 (âm lịch) năm thứ 42, khi 3 tuổi.

#### Con gái
1. Trưởng nữ, Huyện quân (县君; 1769 - 1819), sinh ngày 12 tháng 11 (âm lịch) năm Càn Long thứ 34. Năm Càn Long thứ 47 (1782), tuyển hôn phu là Tái Thượng A (赛尚阿), con trai của Cố Sơn Bối tử Hòa Thạc Ngạch phò Đức Lặc Khắc (德勒克) của Ba Lâm bộ - hôn phu của Hòa Thạc Hòa Uyển Công chúa. Năm thứ 50 (1785) thì thành hôn. Huyện quân qua đời ngày 24 tháng 11 (âm lịch) năm Gia Khánh thứ 24. Thọ 51 tuổi.
2. Nhị nữ (第二女; 1772 - 1774), sinh ngày 13 tháng 4 (âm lịch) năm Càn Long thứ 37, mất ngày 26 tháng 11 (âm lịch) năm Càn Long thứ 39.
3. Tam nữ (第三女; 1774 - 1776), sinh ngày 13 tháng 7 (âm lịch) năm Càn Long thứ 39, mất ngày 2 tháng 9 (âm lịch) năm Càn Long thứ 41.
4. Tứ nữ (第四女; 1777), sinh ngày 28 tháng 12 (âm lịch) năm Càn Long thứ 41 (1776), mất ngày 8 tháng 9 (âm lịch) năm Càn Long thứ 42.

### Phả hệ Nghi vương phủ
|  |  |  |  |                                                        |                                                        |                                                        |                                                        |                                                        |                                                        | Nghi Thận Thân vương Vĩnh Tuyền 1746 - 1779 - 1832    |  |  |  |  |  |                                                          |                                                   |                                                   |                                                   |                                                   |                                                   |  |  |  |  |  |  |  |  |  |  |  |  |  |  |  |  |
|  |  |  |  |                                                        |                                                        |                                                        |                                                        |                                                        |                                                        |                                                       |  |  |  |  |  |                                                          |                                                   |                                                   |                                                   |                                                   |                                                   |  |  |  |  |  |  |  |  |  |  |  |  |  |  |  |  |
|  |  |  |  |                                                        |                                                        |                                                        |                                                        |                                                        |                                                        | Nghi Thuận Quận vương Miên Chí 1768 - 1832 - 1834     |  |  |  |  |  |                                                          |                                                   |                                                   |                                                   |                                                   |                                                   |  |  |  |  |  |  |  |  |  |  |  |  |  |  |  |  |
|  |  |  |  |                                                        |                                                        |                                                        |                                                        |                                                        |                                                        |                                                       |  |  |  |  |  |                                                          |                                                   |                                                   |                                                   |                                                   |                                                   |  |  |  |  |  |  |  |  |  |  |  |  |  |  |  |  |
|  |  |  |  |                                                        |                                                        |                                                        |                                                        |                                                        |                                                        | Bối lặc (Hàm Quận vương) Dịch Võng 1816 - 1834 - 1893 |  |  |  |  |  |                                                          |                                                   |                                                   |                                                   |                                                   |                                                   |  |  |  |  |  |  |  |  |  |  |  |  |  |  |  |  |
|  |  |  |  |                                                        |                                                        |                                                        |                                                        |                                                        |                                                        |                                                       |  |  |  |  |  |                                                          |                                                   |                                                   |                                                   |                                                   |                                                   |  |  |  |  |  |  |  |  |  |  |  |  |  |  |  |  |
|  |  |  |  |                                                        |                                                        |                                                        |                                                        |                                                        |                                                        | Truy phong Bối tử Tái Hoàn (載桓) 1838 - 1859         |  |  |  |  |  |                                                          |                                                   |                                                   |                                                   |                                                   |                                                   |  |  |  |  |  |  |  |  |  |  |  |  |  |  |  |  |
|  |  |  |  |                                                        |                                                        |                                                        |                                                        |                                                        |                                                        |                                                       |  |  |  |  |  |                                                          |                                                   |                                                   |                                                   |                                                   |                                                   |  |  |  |  |  |  |  |  |  |  |  |  |  |  |  |  |
|  |  |  |  |                                                        |                                                        |                                                        |                                                        |                                                        |                                                        | Phổ Di (溥颐) 1858-?                                  |  |  |  |  |  |                                                          |                                                   |                                                   |                                                   |                                                   |                                                   |  |  |  |  |  |  |  |  |  |  |  |  |  |  |  |  |
|  |  |  |  |                                                        |                                                        |                                                        |                                                        |                                                        |                                                        |                                                       |  |  |  |  |  |                                                          |                                                   |                                                   |                                                   |                                                   |                                                   |  |  |  |  |  |  |  |  |  |  |  |  |  |  |  |  |
|  |  |  |  |                                                        |                                                        |                                                        |                                                        |                                                        |                                                        |                                                       |  |  |  |  |  |                                                          |                                                   |                                                   |                                                   |                                                   |                                                   |  |  |  |  |  |  |  |  |  |  |  |  |  |  |  |  |
|  |  |  |  | Bối tử (Hàm Bối lặc) Dục Côn (毓崐) 1875 - 1894 - 1901 | Bối tử (Hàm Bối lặc) Dục Côn (毓崐) 1875 - 1894 - 1901 | Bối tử (Hàm Bối lặc) Dục Côn (毓崐) 1875 - 1894 - 1901 | Bối tử (Hàm Bối lặc) Dục Côn (毓崐) 1875 - 1894 - 1901 | Bối tử (Hàm Bối lặc) Dục Côn (毓崐) 1875 - 1894 - 1901 | Bối tử (Hàm Bối lặc) Dục Côn (毓崐) 1875 - 1894 - 1901 |                                                       |  |  |  |  |  | Phụng ân Trấn quốc công Dục Kỳ 1884 - 1902 - 1916        | Phụng ân Trấn quốc công Dục Kỳ 1884 - 1902 - 1916 | Phụng ân Trấn quốc công Dục Kỳ 1884 - 1902 - 1916 | Phụng ân Trấn quốc công Dục Kỳ 1884 - 1902 - 1916 | Phụng ân Trấn quốc công Dục Kỳ 1884 - 1902 - 1916 | Phụng ân Trấn quốc công Dục Kỳ 1884 - 1902 - 1916 |  |  |  |  |  |  |  |  |  |  |  |  |  |  |  |  |
|  |  |  |  | Bối tử (Hàm Bối lặc) Dục Côn (毓崐) 1875 - 1894 - 1901 | Bối tử (Hàm Bối lặc) Dục Côn (毓崐) 1875 - 1894 - 1901 | Bối tử (Hàm Bối lặc) Dục Côn (毓崐) 1875 - 1894 - 1901 | Bối tử (Hàm Bối lặc) Dục Côn (毓崐) 1875 - 1894 - 1901 | Bối tử (Hàm Bối lặc) Dục Côn (毓崐) 1875 - 1894 - 1901 | Bối tử (Hàm Bối lặc) Dục Côn (毓崐) 1875 - 1894 - 1901 |                                                       |  |  |  |  |  | Phụng ân Trấn quốc công Dục Kỳ 1884 - 1902 - 1916        | Phụng ân Trấn quốc công Dục Kỳ 1884 - 1902 - 1916 | Phụng ân Trấn quốc công Dục Kỳ 1884 - 1902 - 1916 | Phụng ân Trấn quốc công Dục Kỳ 1884 - 1902 - 1916 | Phụng ân Trấn quốc công Dục Kỳ 1884 - 1902 - 1916 | Phụng ân Trấn quốc công Dục Kỳ 1884 - 1902 - 1916 |  |  |  |  |  |  |  |  |  |  |  |  |  |  |  |  |
|  |  |  |  |                                                        |                                                        |                                                        |                                                        |                                                        |                                                        |                                                       |  |  |  |  |  | Phụng ân Trấn quốc công Hằng Việt (恆鉞) 1911 - 1917 - ? |                                                   |                                                   |                                                   |                                                   |                                                   |  |  |  |  |  |  |  |  |  |  |  |  |  |  |  |  |